# Dolichostoma arequipae
Dolichostoma arequipae är en tvåvingeart som först beskrevs av Townsend 1912.  Dolichostoma arequipae ingår i släktet Dolichostoma och familjen parasitflugor.
Artens utbredningsområde är Peru. Inga underarter finns listade i Catalogue of Life.